# HMS Goliath (1781)
Pour les autres navires du même nom, voir HMS Goliath.

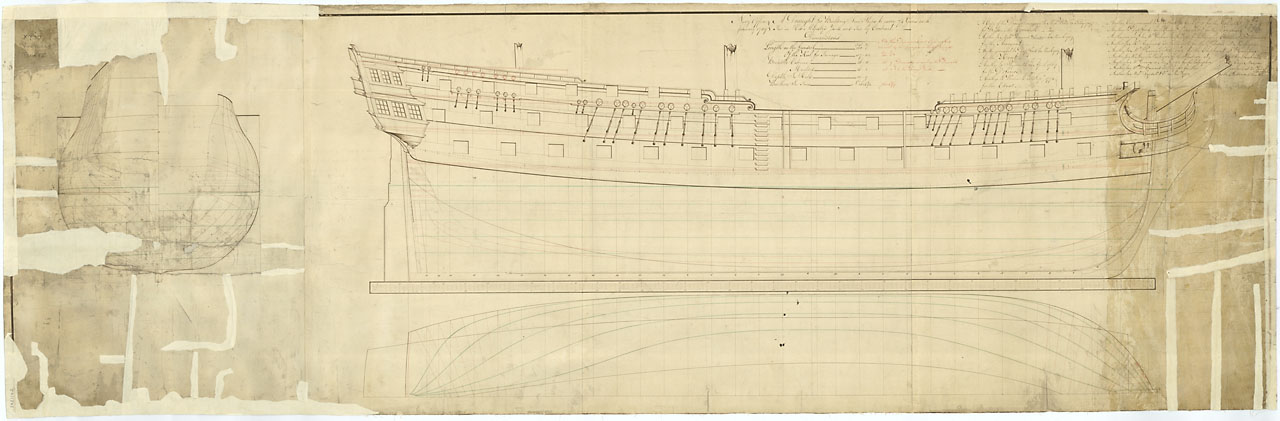
le plan d'un navire de la Royal Navy

Le HMS Goliath est un vaisseau de 74 canons de la classe Arrogant en service dans la Royal Navy. Lancé le 19 octobre 1781 au chantier naval de Deptford, il participe aux batailles du cap Saint-Vincent, d'Aboukir et de Copenhague, avant d'être démoli en 1815.

## Construction et conception
Le HMS Goliath est le quatrième des douze navires de la classe Arrogant. Commandé le 21 février 1778 et construit par le chantier naval de Deptford à partir d'avril 1779, il est lancé le 19 octobre 1781. Long de 168 pieds (soit environ 51 m), large de 46 pieds et 9 pouces (soit environ 14,25 m) et d'un tirant d'eau de 19 pieds et 9 pouces (soit environ 6,02 m), il déplace 1 616 tons.
Le pont-batterie principal est armé avec 28 canons de 32 livres et le pont-batterie supérieur avec 28 canons de 18 livres. Le navire embarque de plus 14 canons de 9 livres sur ses bastingages et 4 canons de 9 livres sur son gaillard d'avant. L'ensemble totalise 74 canons et une bordée de 1 562 livres.

## Service actif

### Guerres de la Révolution française
En 1797, le vaisseau prend part à la bataille du cap Saint-Vincent au sein de l'escadre du vice-amiral John Jervis.
Le 1er août 1798, le HMS Goliath fait partie de l'escadre d'Horatio Nelson à la bataille d'Aboukir. Suivant les HMS Orion et Theseus, le navire se glisse entre l'avant-garde française et les hauts-fonds puis manœuvre de manière à couper la ligne française entre le Spartiate et le Conquérant.

### Guerres napoléoniennes
Le 16 août 1805, les HMS Goliath et Raisonnable prennent en chasse au large du cap Finisterre la division André Baudin constituée de la frégate La Touche et des corvettes Le Département des Landes et La Torche. Le Goliath capture La Torche dans l'après midi tandis que les deux autres navires français échappe au Raisonnable.

## Sources
- (en) Cet article est partiellement ou en totalité issu de l’article de Wikipédia en anglais intitulé « HMS Goliath (1781) » (voir la liste des auteurs).
- Georges Fleury, Nelson : Le héros absolu, Flammarion, janvier 2004 (ISBN 2-08-068090-0)
- (en) Brian Lavery, The Ship of the Line, vol. 1 : The Development of the Battlefleet 1650-1850, Conway Maritime Press, 2003 (ISBN 0-85177-252-8)
- (en) Digby Smith, The Greenhill Napoleonic Wars Data Book : Actions and Losses in Personnel, Colours, Standards and Artillery, 1792-1815, Greenhill Books, 1998 (ISBN 1-85367-276-9)
- Jean Tulard (dir.), Dictionnaire Napoléon, vol. A-H, Paris, Fayard, octobre 1999, 1000 p. (ISBN 2-213-60485-1)